# Norvégia korábbi községeinek listája
Norvégia községeinek száma jelentősen változott a helyhatósági rendszer 1838-as bevezetése óta. Az alábbiakban a megszűnt községek listája olvasható.
A rendszer bevezetésekor az országban 392 községet hoztak létre.. 1958-ra ez a szám jelentősen megnőtt: ekkor 744 vidéki község, 64 városi község és néhány speciális, ladested státuszú kikötői helyhatóság létezett. A Nikolai Schei vezette, 1946-ban létrehozott bizottság a község-összeolvasztások százaira tett javaslatot, hogy csökkentsék a községek számát és javítsák a helyi közigazgatás minőségét. A javasolt összeolvadások jelentős része meg is valósult, igaz, jelentős helyi tiltakozás ellenére..
Egyes községek csak egy időre szűntek meg és később visszakapták helyi önkormányzati  státuszukat (ilyen volt Flakstad és Hole). Az újonnan létrehozott községek sem voltak mind hosszú életűek, például Tolga-Os egy összeolvadás következtében jött létre 1966-ban, tíz évvel később azonban részei újra szétváltak.

## Lista megyénként

### Akershus
| Korábbi község | Sorsa                                                     | Létrejött                   | Év   |
| -------------- | --------------------------------------------------------- | --------------------------- | ---- |
| Aker           | Beolvadt Oslóba                                           | Oslo                        | 1948 |
| Aurskog        | Egyesült Nordre Hølanddal, Setskoggal és Søndre Hølanddal | Aurskog-Høland              | 1966 |
| Blaker         | Beolvadt Sørum-ba                                         | Sørum                       | 1962 |
| Drøbak         | Beolvadt Frogn-ba                                         | Frogn                       | 1962 |
| Feiring        | Beolvadt Eidsvoll-ba                                      | Eidsvoll                    | 1964 |
| Høland         | Kettévált                                                 | Nordre Høland Søndre Høland | 1924 |
| Hølen          | Beolvadt Vestbybe                                         | Vestby                      | 1946 |
| Kråkstad       | Beolvadt Skibe                                            | Ski                         | 1964 |
| Lillestrøm     | Beolvadt Skedsmóba                                        | Skedsmo                     | 1962 |
| Nordre Høland  | Egyesült Aurskoggal, Setskoggal és Søndre Hølanddal       | Aurskog-Høland              | 1966 |
| Setskog        | Egyesült Aurskoggal, Nordre Hølanddal és Søndre Hølanddal | Aurskog-Høland              | 1966 |
| Son            | Veolvadt Vestbybe                                         | Vestby                      | 1964 |
| Son/Hølen      | Kettévált                                                 | Son Hølen                   | 1847 |
| Søndre Høland  | Egyesült Aurskoggal, Nordre Hølanddal és Setskoggal       | Aurskog-Høland              | 1966 |

### Aust-Agder
| Korábbi község     | Sorsa                                   | Létrejött       | Év   |
| ------------------ | --------------------------------------- | --------------- | ---- |
| Austre Moland      | Egyesült Flostával és Stokkennel        | Moland          | 1962 |
| Barbu              | Beolvadt Arendalba                      | Arendal         | 1902 |
| Dypvåg             | Beolvadt Tvedestrandba                  | Tvedestrand     | 1960 |
| Eide               | Beolvadt Landvikba                      | Landvik         | 1962 |
| Evje               | Egyesült Hornnesszel                    | Evje og Hornnes | 1960 |
| Evje og Vegusdal   | Kettévált                               | Evje Vegusdal   | 1877 |
| Fjære              | Beolvadt Grimstadba                     | Grimstad        | 1971 |
| Flosta             | Egyesült Austre Molanddal és Stokkennel | Moland          | 1962 |
| Gjøvdal            | Beolvadt Åmliba                         | Åmli            | 1960 |
| Herefoss           | Beolvadt Birkenesbe                     | Birkenes        | 1967 |
| Hisøy              | Beolvadt Arendalba                      | Arendal         | 1992 |
| Holt               | Beolvadt Tvedestrandba                  | Tvedestrand     | 1960 |
| Hornnes            | Egyesült Evjével                        | Evje og Hornnes | 1960 |
| Hornnes og Iveland | Kettévált                               | Hornnes Iveland | 1886 |
| Hylestad           | Beolvadt Valléba                        | Valle           | 1962 |
| Høvåg              | Beolvadt Lillesandba                    | Lillesand       | 1962 |
| Landvik            | Beolvadt Grimstadba                     | Grimstad        | 1971 |
| Moland             | Beolvadt Arendalba                      | Arendal         | 1992 |
| Mykland            | Beolvadt Frolandba                      | Froland         | 1967 |
| Stokken            | Egyesült Austre Molanddal és Flostával  | Moland          | 1962 |
| Søndeled           | Beolvadt Risørbe                        | Risør           | 1964 |
| Tovdal             | Beolvadt Åmliba                         | Åmli            | 1967 |
| Tromøy             | Beolvadt Arendalba                      | Arendal         | 1992 |
| Vegusdal           | Beolvadt Birkenesbe                     | Birkenes        | 1967 |
| Vestre Moland      | Beolvadt Lillesandba                    | Lillesand       | 1962 |
| Øyestad            | Beolvadt Arendalba                      | Arendal         | 1992 |

### Buskerud
| Korábbi község  | Sorsa                                                        | Létrejött                   | Év   |
| --------------- | ------------------------------------------------------------ | --------------------------- | ---- |
| Eiker           | Kettévált                                                    | Nedre Eiker Øvre Eiker      | 1885 |
| Gol og Hemsedal | Kettévált                                                    | Gol Hemsedal                | 1897 |
| Hønefoss        | Egyesült Holéval, Norderhovval, Tyristranddal és Ådallal     | Ringerike                   | 1964 |
| Norderhov       | Egyesült Holéval, Hønefosszal, Tyristranddal és Ådallal      | Ringerike                   | 1964 |
| Nore            | Egyesült Uvdallal                                            | Nore og Uvdal               | 1962 |
| Sandsvær        | Kettévált                                                    | Ytre Sandsvær Øvre Sandsvær | 1908 |
| Skoger          | Beolvadt Drammenba                                           | Drammen                     | 1964 |
| Strømm          | Beolvadt Svelvikbe                                           | Svelvik                     | 1964 |
| Strømsgodset    | Beolvadt Skogerba                                            | Skoger                      | 1843 |
| Tyristrand      | Egyesült Holéval, Hønefosszal, Norderhovval és Ådallal       | Ringerike                   | 1964 |
| Uvdal           | Egyesült Noréval                                             | Nore og Uvdal               | 1962 |
| Ytre Sandsvær   | Beolvadt Kongsbergbe                                         | Kongsberg                   | 1964 |
| Øvre Sandsvær   | Beolvadt Kongsbergbe                                         | Kongsberg                   | 1964 |
| Ådal            | Egyesült Holéval, Hønefosszal, Norderhovval és Tyristranddal | Ringerike                   | 1964 |

### Finnmark
| Korábbi község | Sorsa                 | Létrejött   | Év   |
| -------------- | --------------------- | ----------- | ---- |
| Alta-Talvik    | Kettévált             | Alta Talvik | 1863 |
| Nord-Varanger  | Beolvadt Vadsøbe      | Vadsø       | 1964 |
| Polmak         | Beolvadt Tanába       | Tana        | 1964 |
| Sørøysund      | Beolvadt Hammerfestbe | Hammerfest  | 1992 |
| Talvik         | Beolvadt Altába       | Alta        | 1964 |

### Hedmark
| Korábbi község | Sorsa                   | Létrejött               | Év   |
| -------------- | ----------------------- | ----------------------- | ---- |
| Brandval       | Beolvadt Kongsvingerbe  | Kongsvinger             | 1964 |
| Furnes         | Beolvadt Ringsakerbe    | Ringsaker               | 1964 |
| Hof            | Beolvadt Åsnesbe        | Åsnes                   | 1963 |
| Kvikne         | Felosztották            | Rennebu Tynset          | 1966 |
| Nes            | Beolvadt Ringsakerbe    | Ringsaker               | 1964 |
| Rendal         | Kettévált               | Ytre Rendal Øvre Rendal | 1880 |
| Romedal        | Beolvadt Stangébe       | Stange                  | 1964 |
| Sollia         | Beolvadt Stor-Elvdalba  | Stor-Elvdal             | 1965 |
| Tolga-Os       | Kettévált               | Os Tolga                | 1976 |
| Vang           | Beolvadt Hamarba        | Hamar                   | 1992 |
| Vinger         | Beolvadt Kongsvingerbe  | Kongsvinger             | 1964 |
| Ytre Rendal    | Egyesült Øvre Rendallal | Rendalen                | 1965 |
| Øvre Rendal    | Egyesült Ytre Rendallal | Rendalen                | 1965 |
| Åsnes og Våler | Kettévált               | Våler Åsnes             | 1854 |

### Hordaland
| Korábbi község      | Sorsa                                                                                   | Létrejött                   | Év   |
| ------------------- | --------------------------------------------------------------------------------------- | --------------------------- | ---- |
| Alversund           | Beolvadt Lindåsba                                                                       | Lindås                      | 1964 |
| Arna                | Beolvadt Bergenbe                                                                       | Bergen                      | 1972 |
| Bergen landdistrikt | Beolvadt Bergenbe                                                                       | Bergen                      | 1877 |
| Bremnes             | Beolvadt Bømlóba                                                                        | Bømlo                       | 1964 |
| Bruvik              | Felosztották                                                                            | Vaksdal Osterøy             | 1964 |
| Eid                 | Beolvadt Fjelbergbe                                                                     | Fjelberg                    | 1855 |
| Evanger             | Felosztották                                                                            | Voss Vaksdal                | 1964 |
| Fana                | Beolvadt Bergenbe                                                                       | Bergen                      | 1972 |
| Finnås              | Három részre szakadt                                                                    | Bremnes Bømlo Moster        | 1916 |
| Fjelberg            | Beolvadt Kvinnheradba                                                                   | Kvinnherad                  | 1965 |
| Hammer og Hosanger  | Három részre szakadt                                                                    | Alversund Hammer Hosanger   | 1885 |
| Hamre               | Felosztották                                                                            | Osterøy Meland              | 1964 |
| Haus                | Felosztották One part was incorporated into Osterøy, the other changed its name to Arna | Osterøy Arna                | 1964 |
| Herdla              | Felosztották                                                                            | Askøy Øygarden Meland Fjell | 1964 |
| Hjelme              | Egyesült Herdlával                                                                      | Øygarden                    | 1964 |
| Hordabø             | Egyesült Mangerrel, Sæbøvel és Austrheim, Herdla és Lindås részeivel                    | Radøy                       | 1964 |
| Hosanger            | Felosztották                                                                            | Osterøy Lindås              | 1964 |
| Hålandsdal          | Beolvadt Fusa\|Fusába                                                                   | Fusa                        | 1964 |
| Kinsarvik           | Beolvadt Ullensvangba                                                                   | Ullensvang                  | 1964 |
| Laksevåg            | Beolvadt Bergenbe                                                                       | Bergen                      | 1972 |
| Manger              | Egyesült Hordabøvel, Sæbøvel és Austrheim, Herdla és Lindås részeivel                   | Radøy                       | 1964 |
| Moster              | Beolvadt Bømlóba                                                                        | Bømlo                       | 1964 |
| Mosterøy            | Beolvadt Rennesøybe                                                                     | Rennesøy                    | 1965 |
| Røldal              | Beolvadt Oddába                                                                         | Odda                        | 1964 |
| Skånevik            | Felosztották                                                                            | Etne Kvinnherad             | 1965 |
| Strandebarm         | Beolvadt Kvamba                                                                         | Kvam                        | 1965 |
| Strandvik           | Beolvadt Fusába                                                                         | Fusa                        | 1964 |
| Sæbø                | Egyesült Hordabøvel, Mangerrel és Austrheim, Herdla és Lindås részeivel                 | Radøy                       | 1964 |
| Valestrand          | Beolvadt Sveióba                                                                        | Sveio                       | 1964 |
| Varaldsøy           | Felosztották                                                                            | Kvam Kvinnherad             | 1965 |
| Vikebygd            | Felosztották                                                                            | Sveio Ølen                  | 1964 |
| Vossestrand         | Beolvadt Vossba                                                                         | Voss                        | 1964 |
| Ølen                | Beolvadt Vindafjordba                                                                   | Vindafjord                  | 2006 |
| Årstad              | Beolvadt Bergenbe                                                                       | Bergen                      | 1915 |
| Åsane               | Beolvadt Bergenbe                                                                       | Bergen                      | 1972 |

### Møre og Romsdal
| Korábbi község       | Sorsa                                                      | Létrejött                 | Év   |
| -------------------- | ---------------------------------------------------------- | ------------------------- | ---- |
| Bolsøy               | Beolvadt Moldéba                                           | Molde                     | 1964 |
| Borgund              | Beolvadt Ålesundba                                         | Ålesund                   | 1968 |
| Brattvær             | Egyesült Edøyjel és Hopennel                               | Smøla                     | 1960 |
| Bremsnes             | Felosztották                                               | Averøy Frei Kristiansund  | 1964 |
| Bud                  | Beolvadt Frænába                                           | Fræna                     | 1964 |
| Dalsfjord            | Beolvadt Voldába                                           | Volda                     | 1964 |
| Edøy                 | Egyesült Brattværrel és Hopennel                           | Smøla                     | 1960 |
| Eid                  | Egyesült Gryttennel, Hennel, Voll-lal és Veøy egy részével | Rauma                     | 1964 |
| Eid og Voll          | Kettévált                                                  | Eid Voll                  | 1874 |
| Eresfjord og Vistdal | Beolvadt Nessetbe                                          | Nesset                    | 1964 |
| Frei                 | Beolvadt Kristiansundba                                    | Kristiansund              | 2008 |
| Grip                 | Beolvadt Kristiansundba                                    | Kristiansund              | 1964 |
| Grytten              | Egyesült Eiddel, Hennel, Voll-lal és Veøy egy részével     | Rauma                     | 1964 |
| Hen                  | Egyesült Eiddel, Gryttenneé, Voll-lal és Veøy egy részével | Rauma                     | 1964 |
| Hjørundfjord         | Beolvadt Ørstába                                           | Ørsta                     | 1964 |
| Hopen                | Egyesült Brattværrel és Edøyjel                            | Smøla                     | 1960 |
| Hustad               | IBeolvadt Frænába                                          | Fræna                     | 1964 |
| Kornstad             | Felosztották                                               | Averøy Eide               | 1964 |
| Kvernes              | Egyesült Bremsnesszel és Kornstaddal                       | Averøy                    | 1964 |
| Rovde                | Felosztották                                               | Sande Vanylven            | 1964 |
| Stangvik             | Felosztották                                               | Surnadal Sunndal Tingvoll | 1965 |
| Stemshaug            | Beolvadt Auréba                                            | Aure                      | 1965 |
| Straumsnes           | Beolvadt Tingvollba                                        | Tingvoll                  | 1964 |
| Sunnylven            | Beolvadt Strandába                                         | Stranda                   | 1965 |
| Syvde                | Beolvadt Vanylvenbe                                        | Vanylven                  | 1964 |
| Sør-Aukra            | Egyesült Vatne egy részével                                | Midsund                   | 1965 |
| Tresfjord            | Beolvadt Vestnesbe                                         | Vestnes                   | 1964 |
| Tustna               | Beolvadt Aurébe                                            | Aure                      | 2006 |
| Valsøyfjord          | Felosztották                                               | Halsa Aure                | 1965 |
| Vartdal              | Beolvadt Ørstába                                           | Ørsta                     | 1964 |
| Vatne                | Felosztották                                               | Haram Midsund             | 1965 |
| Veøy                 | Felosztották                                               | Molde Rauma               | 1964 |
| Vigra                | Beolvadt Giskébe                                           | Giske                     | 1964 |
| Voll                 | Egyesült Eiddel, Gryttennel, Hennel és Veøy egy részével   | Rauma                     | 1964 |
| Øksendal             | Beolvadt Sunndalba                                         | Sunndal                   | 1960 |
| Øre (Norvégia)       | Beolvadt Gjemnesbe                                         | Gjemnes                   | 1965 |
| Ålvundeid            | Beolvadt Sunndalba                                         | Sunndal                   | 1960 |
| Åsskard              | Beolvadt Surnadalba                                        | Surnadal                  | 1965 |

### Nordland
| Korábbi község      | Sorsa                                                      | Létrejött                   | Év   |
| ------------------- | ---------------------------------------------------------- | --------------------------- | ---- |
| Andenes             | Egyesült Bjørnskinn-nel és Dverberggel                     | Andøy                       | 1964 |
| Andøya              | Három részre osztották                                     | Andenes Bjørnskinn Dverberg | 1924 |
| Ankenes             | Beolvadt Narvikba                                          | Narvik                      | 1974 |
| Bjørnskinn          | Egyesült Andenesszel és Dverberggel                        | Andøy                       | 1964 |
| Bodin               | Beolvadt Bodøbe                                            | Bodø                        | 1968 |
| Borge               | Egyesült Buksnesszel, Hollal és Valberggel                 | Vestvågøy                   | 1963 |
| Brønnøysund         | Beolvadt Brønnøybe                                         | Brønnøy                     | 1964 |
| Buksnes             | Egyesült Borgéval, Hollal és Valberggel                    | Vestvågøy                   | 1963 |
| Drevja              | Beolvadt Vefsnbe                                           | Vefsn                       | 1962 |
| Dverberg            | Egyesült Andenesszel és Bjørnskinn-nel                     | Andøy                       | 1964 |
| Dønnes              | Egyesült Nordvikkal                                        | Dønna                       | 1962 |
| Elsfjord            | Beolvadt Vefsnbe                                           | Vefsn                       | 1962 |
| Folden              | Kettévált                                                  | Nordfold-Kjerringøy Sørfold | 1887 |
| Gimsøy              | Beolvadt Våganba                                           | Vågan                       | 1964 |
| Hol                 | Egyesült Borgéval, Buksnesszel és Valberggel               | Vestvågøy                   | 1963 |
| Kjerringøy          | Beolvadt Bodinba                                           | Bodin                       | 1964 |
| Korgen              | Beolvadt Hemnesbe                                          | Hemnes                      | 1964 |
| Langenes            | Beolvadt Øksnesbe                                          | Øksnes                      | 1964 |
| Leiranger           | Beolvadt Steigenbe                                         | Steigen                     | 1964 |
| Mo                  | Egyesült Nord-Ranával, illetve Nesna és Sør-Rana részeivel | Rana                        | 1964 |
| Mosjøen             | Beolvadt Vefsnbe                                           | Vefsn                       | 1962 |
| Nord-Rana           | Egyesült Móval, illetve Nesna és Sør-Rana részeivel        | Rana                        | 1964 |
| Nordfold            | Beolvadt Steigenbe                                         | Steigen                     | 1964 |
| Nordfold-Kjerringøy | Kettévált                                                  | Kjerringøy Nordfold         | 1906 |
| Nordvik             | Egyesült Dønnesszel                                        | Dønna                       | 1962 |
| Ofoten              | Kettévált                                                  | Ankenes Evindnæs            | 1884 |
| Sandnessjøen        | Beolvadt Alstahaugba                                       | Alstahaug                   | 1965 |
| Skjerstad           | Beolvadt Bodøbe                                            | Bodø                        | 2005 |
| Svolvær             | Beolvadt Våganba                                           | Vågan                       | 1964 |
| Sør-Rana            | Felosztották                                               | Hemnes Rana                 | 1964 |
| Tjøtta              | Beolvadt Alstahaugba                                       | Alstahaug                   | 1965 |
| Valberg             | Egyesült Borgével, Buksnesszel és Hollal                   | Vestvågøy                   | 1963 |
| Velfjord            | Beolvadt Brønnøybe                                         | Brønnøy                     | 1964 |

### Nord-Trøndelag
| Korábbi község   | Sorsa                | Létrejött                    | Év   |
| ---------------- | -------------------- | ---------------------------- | ---- |
| Beitstad         | Beolvadt Steinkjerbe | Steinkjer                    | 1964 |
| Egge             | Beolvadt Steinkjer   | Steinkjerbe                  | 1964 |
| Foldereid        | Felosztották         | Høylandet Nærøy              | 1964 |
| Frol             | Beolvadt Levangerbe  | Levanger                     | 1962 |
| Gravvik          | Beolvadt Nærøybe     | Nærøy                        | 1964 |
| Harran           | Beolvadt Grongba     | Grong                        | 1964 |
| Hegra            | Beolvadt Stjørdalba  | Stjørdal                     | 1962 |
| Klinga           | Beolvadt Namsosba    | Namsos                       | 1964 |
| Kolvereid        | Nærøybe              | Nærøy                        | 1964 |
| Kvam             | Beolvadt Steinkjerbe | Steinkjer                    | 1964 |
| Lånke            | Beolvadt Stjørdalba  | Stjørdal                     | 1962 |
| Malm             | Beolvadt Verranba    | Verran                       | 1964 |
| Mosvik og Verran | Kettévált            | Mosvik Verran                | 1901 |
| Nedre Stjørdal   | Kettévált            | Lånke Skatval Stjørdal       | 1902 |
| Nordli           | Egyesült Sørlivel    | Lierne                       | 1964 |
| Ogndal           | Beolvadt Steinkjerbe | Steinkjer                    | 1964 |
| Otterøy          | Felosztották         | Namdalseid Namsos            | 1964 |
| Røra             | Beolvadt Inderøybe   | Inderøy                      | 1962 |
| Sandvollan       | Beolvadt Inderøybe   | Inderøy                      | 1962 |
| Skatval          | Beolvadt Stjørdalba  | Stjørdal                     | 1962 |
| Skogn            | Beolvadt Levangerbe  | Levanger                     | 1962 |
| Sparbu           | Beolvadt Steinkjerbe | Steinkjer                    | 1964 |
| Stjørdalen       | Kettévált            | Nedre Stjørdal Øvre Stjørdal | 1850 |
| Stod             | Beolvadt Steinkjerbe | Steinkjer                    | 1964 |
| Sørli            | Egyesült Nordlival   | Lierne                       | 1964 |
| Vemundvik        | Egyesült Namsosszal  | Namsos                       | 1964 |
| Ytterøy          | Egyesült Levangerrel | Levanger                     | 1964 |
| Øvre Stjørdal    | Kettévált            | Hegra Meråker                | 1874 |
| Åsen             | Beolvadt Levangerbe  | Levanger                     | 1962 |

### Oppland
| Korábbi község | Sorsa                      | Létrejött                   | Év   |
| -------------- | -------------------------- | --------------------------- | ---- |
| Biri           | Beolvadt Gjøvikbe          | Gjøvik                      | 1964 |
| Brandbu        | Beolvadt Granba            | Gran                        | 1962 |
| Eina           | Beolvadt Vestre Totenbe    | Vestre Toten                | 1964 |
| Fluberg        | Beolvadt Søndre Landba     | Søndre Land                 | 1962 |
| Fron           | Kettévált                  | Nord-Fron Sør-Fron          | 1977 |
| Fåberg         | Beolvadt Lillehammerbe     | Lillehammer                 | 1964 |
| Heidal         | Beolvadt Selbe             | Sel                         | 1965 |
| Kolbu          | Beolvadt Østre Totenbe     | Østre Toten                 | 1964 |
| Land           | Kettévált                  | Nordre Land Søndre Land     | 1847 |
| Slidre         | Kettévált                  | Vestre Slidre Øystre Slidre | 1847 |
| Snertingdal    | Beolvadt Gjøvikbe          | Gjøvik                      | 1964 |
| Sollia         | Beolvadt Stor-Elvdalba     | Stor-Elvdal                 | 1965 |
| Torpa          | Beolvadt Nordre Landba     | Nordre Land                 | 1962 |
| Vardal         | Beolvadt Gjøvikbe          | Gjøvik                      | 1964 |
| Vestre Gausdal | Egyesült Østre Gausdallal  | Gausdal                     | 1962 |
| Østre Gausdal  | Egyesült Vestre Gausdallal | Gausdal                     | 1962 |

### Rogaland
| Korábbi község       | Sorsa                                                                              | Létrejött         | Év   |
| -------------------- | ---------------------------------------------------------------------------------- | ----------------- | ---- |
| Avaldsnes            | Felosztották                                                                       | Karmøy Tysvær     | 1965 |
| Egersund             | Beolvadt Eigersundba                                                               | Eigersund         | 1965 |
| Erfjord              | Beolvadt Suldalba                                                                  | Suldal            | 1965 |
| Fister               | Felosztották                                                                       | Finnøy Hjelmeland | 1965 |
| Gjestal              | Egyesült Forsand, Bjerkreim és Høle részeivel                                      | Gjesdal           | 1965 |
| Helleland            | Beolvadt Eigersundba                                                               | Eigersund         | 1965 |
| Heskestad            | Felosztották                                                                       | Eigersund Lund    | 1965 |
| Hetland              | Felosztották                                                                       | Sandnes Stavanger | 1965 |
| Hjelmeland og Fister | Kettévált                                                                          | Fister Hjelmeland | 1884 |
| Høle                 | Beolvadt Sandnesbe                                                                 | Sandnes           | 1965 |
| Høyland              | Beolvadt Sandnesbe                                                                 | Sandnes           | 1965 |
| Håland               | Kettévált                                                                          | Madla Sola        | 1930 |
| Imsland              | Egyesült Sandeiddel, Vikedallal, Vatsszal és Skjold részeivel                      | Vindafjord        | 1965 |
| Jelsa                | Beolvadt Suldalba                                                                  | Suldal            | 1965 |
| Kopervik             | Egyesült Avaldsnesszel, Skudenesszel, Skudeneshavn, Stangaland, Torvastad and Åkra | Karmøy            | 1965 |
| Madla                | Incorporated into Stavanger                                                        | Stavanger         | 1965 |
| Nedstrand            | Incorporated into Tysvær                                                           | Tysvær            | 1965 |
| Nærbø                | Merged with Ogna and Varhaug                                                       | Hå                | 1964 |
| Ogna                 | Merged with Nærbø and Varhaug                                                      | Hå                | 1964 |
| Sand                 | Incorporated into Suldal                                                           | Suldal            | 1965 |
| Sandeid              | Merged with Imsland, Vikedal, Vats and part of Skjold                              | Vindafjord        | 1965 |
| Sjernarøy            | Incorporated into Finnøy                                                           | Finnøy            | 1965 |
| Skjold               | Divided among several municipalities                                               | Tysvær Vindafjord | 1965 |
| Skudenes             | Merged with Avaldsnes, Kopervik, Skudeneshavn, Stangaland, Torvastad and Åkra      | Karmøy            | 1965 |
| Skudeneshavn         | Merged with Avaldsnes, Kopervik, Skudenes, Stangaland, Torvastad and Åkra          | Karmøy            | 1965 |
| Skåre                | Incorporated into Haugesund                                                        | Haugesund         | 1958 |
| Sogndal              | Incorporated into Sokndal                                                          | Sokndal           | 1944 |
| Stangaland           | Merged with Avaldsnes, Kopervik, Skudenes, Skudeneshavn, Torvastad and Åkra        | Karmøy            | 1965 |
| Torvastad            | Merged with Avaldsnes, Kopervik, Skudenes, Skudeneshavn, Stangaland and Åkra       | Karmøy            | 1965 |
| Vats                 | Merged with Imsland, Sandeid, Vikedal and part of Skjold                           | Vindafjord        | 1965 |
| Varhaug              | Merged with Nærbø and Ogna                                                         | Hå                | 1964 |
| Vikedal              | Merged with Imsland, Sandeid, Vats and part of Skjold                              | Vindafjord        | 1965 |
| Ølen                 | Incorporated into Vindafjord                                                       | Vindafjord        | 2006 |
| Åkra                 | Merged with Avaldsnes, Kopervik, Skudenes, Skudeneshavn, Stangaland and Torvastad  | Karmøy            | 1965 |
| Årdal                | Divided among several municipalities                                               | Hjelmeland Strand | 1965 |

### Sogn og Fjordane
| Korábbi község  | Sorsa                                       | Létrejött            | Év   |
| --------------- | ------------------------------------------- | -------------------- | ---- |
| Borgund         | Beolvadt Lærdalba                           | Lærdal               | 1964 |
| Breim           | Beolvadt Gloppenbe                          | Gloppen              | 1964 |
| Brekke          | Beolvadt Gulenbe                            | Gulen                | 1964 |
| Bru             | Egyesült Eikefjorddal, Florøvel és Kinn-nel | Flora                | 1964 |
| Davik           | Felosztották                                | Bremanger Eid Vågsøy | 1964 |
| Eikefjord       | Egyesült Bruval, Florøvel és Kinn-nel       | Flora                | 1964 |
| Florø           | Egyesült Bruval, Eikefjorddal és Kinn-nel   | Flora                | 1964 |
| Hafslo          | Beolvadt Lusterbe                           | Luster               | 1963 |
| Innvik          | Beolvadt Strynbe                            | Stryn                | 1965 |
| Jostedal        | Beolvadt Lusterbe                           | Luster               | 1963 |
| Kinn            | Egyesült Bruval, Eikefjorddal és Florøvel   | Flora                | 1964 |
| Kyrkjebø        | Egyesült Lavikkal                           | Høyanger             | 1964 |
| Lavik           | Egyesült Kyrkjebøvel                        | Høyanger             | 1964 |
| Lavik og Brekke | Kettévált                                   | Lavik Brekke         | 1905 |
| Nord-Vågsøy     | Egyesült Sør-Vågsøyjel                      | Vågsøy               | 1964 |
| Sør-Vågsøy      | Egyesült Nord-Vågsøyjel                     | Vågsøy               | 1964 |
| Vevring         | Felosztották                                | Askvoll Naustdal     | 1964 |

### Sør-Trøndelag
| Former         | Fate                                     | Result             | Year |
| -------------- | ---------------------------------------- | ------------------ | ---- |
| Bjørnør        | Split in three                           | Osen Roan Stoksund | 1892 |
| Brekken        | Incorporated into Røros                  | Røros              | 1964 |
| Budal          | Merged with Singsås, Soknedal and Støren | Midtre Gauldal     | 1964 |
| Buvik          | Incorporated into Skaun                  | Skaun              | 1965 |
| Byneset        | Incorporated into Trondheim              | Trondheim          | 1964 |
| Børsa          | Incorporated into Skaun                  | Skaun              | 1965 |
| Fillan         | Incorporated into Hitra                  | Hitra              | 1964 |
| Flå            | Incorporated into Melhus                 | Melhus             | 1964 |
| Geitastrand    | Incorporated into Orkdal                 | Orkdal             | 1963 |
| Glåmos         | Incorporated into Røros                  | Røros              | 1964 |
| Haltdalen      | Merged with Ålen                         | Holtålen           | 1972 |
| Heim           | Divided among several municipalities     | Hemne Snillfjord   | 1964 |
| Horg           | Incorporated into Melhus                 | Melhus             | 1964 |
| Hølonda        | Incorporated into Melhus                 | Melhus             | 1964 |
| Jøssund        | Incorporated into Bjugn                  | Bjugn              | 1964 |
| Kvenvær        | Incorporated into Hitra                  | Hitra              | 1964 |
| Leinstrand     | Incorporated into Trondheim              | Trondheim          | 1964 |
| Lensvik        | Incorporated into Agdenes                | Agdenes            | 1964 |
| Nes            | Incorporated into Bjugn                  | Bjugn              | 1964 |
| Nord-Frøya     | Merged with Sør-Frøya                    | Frøya              | 1964 |
| Orkanger       | Incorporated into Orkdal                 | Orkdal             | 1963 |
| Orkland        | Incorporated into Orkdal                 | Orkdal             | 1963 |
| Røros landsogn | Incorporated into Røros                  | Røros              | 1965 |
| Sandstad       | Incorporated into Hitra                  | Hitra              | 1964 |
| Singsås        | Merged with Budal, Soknedal and Støren   | Midtre Gauldal     | 1964 |
| Soknedal       | Merged with Budal, Singsås and Støren    | Midtre Gauldal     | 1964 |
| Stadsbygd      | Divided among several municipalities     | Rissa Agdenes      | 1964 |
| Stjørna        | Divided among several municipalities     | Bjugn Rissa        | 1964 |
| Stoksund       | Incorporated into Åfjord                 | Åfjord             | 1964 |
| Strinda        | Incorporated into Trondheim              | Trondheim          | 1964 |
| Støren         | Merged with Budal, Singsås and Soknedal  | Midtre Gauldal     | 1964 |
| Sør-Frøya      | Merged with Nord-Frøya                   | Frøya              | 1964 |
| Tiller         | Incorporated into Trondheim              | Trondheim          | 1964 |
| Vinje          | Incorporated into Hemne                  | Hemne              | 1964 |
| Ålen           | Merged with Haltdalen                    | Holtålen           | 1972 |

### Telemark
| Former     | Fate                        | Result    | Year |
| ---------- | --------------------------- | --------- | ---- |
| Brevik     | Incorporated into Porsgrunn | Porsgrunn | 1964 |
| Eidanger   | Incorporated into Porsgrunn | Porsgrunn | 1964 |
| Gjerpen    | Incorporated into Skien     | Skien     | 1964 |
| Gransherad | Incorporated into Notodden  | Notodden  | 1964 |
| Heddal     | Incorporated into Notodden  | Notodden  | 1964 |
| Holla      | Merged with Lunde           | Nome      | 1964 |
| Hovin      | Incorporated into Tinn      | Tinn      | 1964 |
| Langesund  | Incorporated into Bamble    | Bamble    | 1964 |
| Lunde      | Merged with Holla           | Nome      | 1964 |
| Lårdal     | Merged with Mo              | Tokke     | 1964 |
| Mo         | Merged with Lårdal          | Tokke     | 1964 |
| Rauland    | Incorporated into Vinje     | Vinje     | 1964 |
| Sannidal   | Incorporated into Kragerø   | Kragerø   | 1960 |
| Skåtøy     | Incorporated into Kragerø   | Kragerø   | 1960 |
| Solum      | Incorporated into Skien     | Skien     | 1964 |
| Stathelle  | Incorporated into Bamble    | Bamble    | 1964 |

### Troms
| Former      | Fate                                 | Result        | Year |
| ----------- | ------------------------------------ | ------------- | ---- |
| Andørja     | Incorporated into Ibestad            | Ibestad       | 1964 |
| Astafjord   | Incorporated into Skånland           | Skånland      | 1964 |
| Helgøy      | Incorporated into Karlsøy            | Karlsøy       | 1964 |
| Hillesøy    | Divided among several municipalities | Lenvik Tromsø | 1964 |
| Malangen    | Incorporated into Balsfjord          | Balsfjord     | 1964 |
| Sandtorg    | Incorporated into Harstad            | Harstad       | 1964 |
| Tromsøysund | Incorporated into Tromsø             | Tromsø        | 1964 |
| Trondenes   | Incorporated into Harstad            | Harstad       | 1964 |
| Ullsfjord   | Incorporated into Tromsø             | Tromsø        | 1964 |
| Øverbygd    | Incorporated into Målselv            | Målselv       | 1964 |

### Vest-Agder
| Korábbi község      | Sorsa                                     | Létrejött            | Év   |
| ------------------- | ----------------------------------------- | -------------------- | ---- |
| Austad              | Beolvadt Lyngdalba                        | Lyngdal              | 1963 |
| Bakke               | Beolvadt Flekkefjordba                    | Flekkefjord          | 1965 |
| Bjelland            | Egyesült Laudallal és Øyslebøvel          | Marnardal            | 1964 |
| Bjelland og Grindum | Kettévált                                 | Bjelland Grindum     | 1893 |
| Eiken               | Beolvadt Hægebostadba                     | Hægebostad           | 1963 |
| Feda                | Beolvadt Kvinesdalba                      | Kvinesdal            | 1963 |
| Finsland            | Egyesült Greipstaddal                     | Songdalen            | 1964 |
| Fjotland            | Beolvadt Kvinesdalba                      | Kvinesdal            | 1963 |
| Greipstad           | Egyesült Finslanddal                      | Songdalen            | 1964 |
| Grindheim           | Egyesült Konsmóval                        | Audnedal             | 1964 |
| Gyland              | Beolvadt Flekkefjordba                    | Flekkefjord          | 1965 |
| Halse og Harkmark   | Beolvadt Mandalba                         | Mandal               | 1964 |
| Herad               | Beolvadt Farsundba                        | Farsund              | 1965 |
| Hidra               | Beolvadt Flekkefjordba                    | Flekkefjord          | 1965 |
| Holum               | Beolvadt Mandalba                         | Mandal               | 1964 |
| Hægeland            | Beolvadt Venneslába                       | Vennesla             | 1964 |
| Konsmo              | Egyesült Grindheimmel                     | Audnedal             | 1964 |
| Kvås                | Beolvadt Lyngdalba                        | Lyngdal              | 1963 |
| Laudal              | Egyesült Bjellanddal és Øyslebøvel        | Marnardal            | 1964 |
| Lista               | Beolvadt Farsundba                        | Farsund              | 1965 |
| Nes                 | Beolvadt Flekkefjordba                    | Flekkefjord          | 1965 |
| Nes og Hitterø      | Kettévált                                 | Hitterø Nes          | 1893 |
| Nord-Audnedal       | Kettévált                                 | Konsmo Vigmostad     | 1919 |
| Oddernes            | Beolvadt Kristiansandba                   | Kristiansand         | 1965 |
| Randesund           | Beolvadt Kristiansandba                   | Kristiansand         | 1965 |
| Spangereid          | Egyesült Sør-Audnedallal és Vigmostaddal  | Lindesnes            | 1964 |
| Spind               | Beolvadt Farsunddal                       | Farsund              | 1965 |
| Sør-Audnedal        | Egyesült Spangereiddel és Vigmostaddal    | Lindesnes            | 1964 |
| Tonstad             | Egyesült Øvre Sirdallal                   | Sirdal               | 1960 |
| Tveit               | Beolvadt Kristiansandbe                   | Kristiansand         | 1965 |
| Undal               | Kettévált                                 | Nord-Undal Sør-Undal | 1845 |
| Vigmostad           | Egyesült Spangereiddel és Sør-Audnedallal | Lindesnes            | 1964 |
| Øvre Sirdal         | Egyesült Tonstaddal                       | Sirdal               | 1960 |
| Øvrebø              | Beolvadt Venneslába                       | Vennesla             | 1964 |
| Øvrebø og Hægeland  | Kettévált                                 | Hægeland Øvrebø      | 1896 |
| Øyslebø             | Egyesült Bjellanddal és Laudallal         | Marnardal            | 1964 |
| Øyslebø og Laudal   | Kettévált                                 | Laudal Øyslebø       | 1899 |

### Vestfold
| Former       | Fate                                                                | Result      | Year |
| ------------ | ------------------------------------------------------------------- | ----------- | ---- |
| Borre        | Merged with Horten The municipality was called Borre from 1988-2002 | Horten      | 1988 |
| Botne        | Incorporated into Holmestrand                                       | Holmestrand | 1964 |
| Brunlanes    | Incorporated into Larvik                                            | Larvik      | 1988 |
| Hedrum       | Incorporated into Larvik                                            | Larvik      | 1988 |
| Ramnes       | Merged with Våle                                                    | Re          | 2002 |
| Sandar       | Incorporated into Sandefjord                                        | Sandefjord  | 1968 |
| Sem          | Incorporated into Tønsberg                                          | Tønsberg    | 1988 |
| Skoger       | Incorporated into Drammen                                           | Drammen     | 1964 |
| Stavern      | Incorporated into Larvik                                            | Larvik      | 1988 |
| Strømm       | Incorporated into Svelvik                                           | Svelvik     | 1964 |
| Tjølling     | Incorporated into Larvik                                            | Larvik      | 1988 |
| Våle         | Merged with Ramnes                                                  | Re          | 2002 |
| Åsgårdstrand | Incorporated into Borre                                             | Borre       | 1965 |

### Østfold
| Korábbi község | Sorsa                  | Létrejött   | Év   |
| -------------- | ---------------------- | ----------- | ---- |
| Berg           | Beolvadt Haldenbe      | Halden      | 1967 |
| Borge          | Beolvadt Fredrikstadba | Fredrikstad | 1994 |
| Degernes       | Beolvadt Rakkestadba   | Rakkestad   | 1964 |
| Glemmen        | Beolvadt Fredrikstadba | Fredrikstad | 1964 |
| Idd            | Beolvadt Haldenbe      | Halden      | 1967 |
| Jeløy          | Beolvadt Mossba        | Moss        | 1943 |
| Kråkerøy       | Beolvadt Fredrikstadba | Fredrikstad | 1994 |
| Mysen          | Beolvadt Eidsbergbe    | Eidsberg    | 1961 |
| Onsøy          | Beolvadt Fredrikstadba | Fredrikstad | 1994 |
| Rolvsøy        | Beolvadt Fredrikstadba | Fredrikstad | 1994 |
| Rødenes        | Egyesült Øymarkkal     | Marker      | 1964 |
| Skjeberg       | Beolvadt Sarpsborgba   | Sarpsborg   | 1992 |
| Torsnes        | Beolvadt Borgéba       | Borge       | 1964 |
| Tune           | Beolvadt Sarpsborgba   | Sarpsborg   | 1992 |
| Varteig        | Beolvadt Sarpsborgba   | Sarpsborg   | 1992 |
| Øymark         | Egyesült Rødenesszel   | Marker      | 1964 |